# Seznam sborů dobrovolných hasičů v okrese Hradec Králové
Toto je seznam sborů dobrovolných hasičů v okrese Hradec Králové.

## Seznam
- SDH Babice
- SDH Barchov
- SDH Barchůvek
- SDH Běleč nad Orlicí
- SDH Benátky
- SDH Boharyně
- SDH Březhrad
- SDH Bříza
- SDH Bydžovská Lhotka
- SDH Černilov
- SDH Černožice
- SDH Čistěves
- SDH Divec
- SDH Dlouhé Dvory
- SDH Dobřenice
- SDH Dohalice
- SDH Dolní Přím
- SDH Habřina
- SDH Hlušice
- SDH Hněvčeves
- SDH Holohlavy
- SDH Hoříněves
- SDH Hrádek
- SDH Hubenice
- SDH Hubiles
- SDH Humburky
- SDH Chlum
- SDH Chlumec nad Cidlinou
- SDH Chotělice
- SDH Chudeřice
- SDH Janovice
- SDH Jeníkovice
- SDH Káranice
- SDH Klamoš
- SDH Kobylice
- SDH Kosice
- SDH Kosičky
- SDH Kozojídky
- SDH Králíky
- SDH Lejšovka
- SDH Lhota pod Libčany
- SDH Libčany
- SDH Libníkovice
- SDH Librantice
- SDH Libřice
- SDH Lípa
- SDH Lodín
- SDH Lochenice
- SDH Loučná Hora
- SDH Lovčice
- SDH Lubno
- SDH Lučice
- SDH Luková
- SDH Lužec nad Cidlinou
- SDH Malšova Lhota
- SDH Malšovice
- SDH Máslojedy
- SDH Měník
- SDH Mlékosrby
- SDH Mokrovousy
- SDH Myštrěves
- SDH Mžany
- SDH Neděliště
- SDH Nechanice
- SDH Nepasice
- SDH Nepolisy
- SDH Nové Město
- SDH Nový Bydžov
- SDH Ohnišťany
- SDH Osice
- SDH Pamětník
- SDH Petrovice
- SDH Piletice
- SDH Písek
- SDH Plácky
- SDH Plačice
- SDH Plotiště nad Labem
- SDH Podoliby
- SDH Polánky nad Dědinou
- SDH Popovice
- SDH Pouchov
- SDH Prasek
- SDH Praskačka
- SDH Předměřice nad Labem
- SDH Převýšov
- SDH Pšanky
- SDH Puchlovice
- SDH Račice nad Trotinou
- SDH Radíkovice
- SDH Radostov
- SDH Rosnice
- SDH Roudnice
- SDH Rozběřice
- SDH Rusek
- SDH Sedlice
- SDH Sendražice
- SDH Skalice
- SDH Skalička
- SDH Skochovice
- SDH Skřivany
- SDH Sloupno
- SDH Smidarská Lhota
- SDH Smidary
- SDH Smiřice
- SDH Smržov
- SDH Sobětuš
- SDH Sovětice
- SDH Stará Skřeněř
- SDH Stará Voda
- SDH Staré Nechanice
- SDH Starý Bydžov
- SDH Stěžery
- SDH Stračov
- SDH Střezetice
- SDH Světí
- SDH Svinary
- SDH Šaplava
- SDH Štít
- SDH Těchlovice
- SDH Trnava
- SDH Třebechovice pod Orebem
- SDH Třebeš
- SDH Třesovice
- SDH Tůně
- SDH Urbanice
- SDH Vinary
- SDH Vlčkovice
- SDH Všestary
- SDH Výrava
- SDH Vysočany
- SDH Zadražany
- SDH Zachrašťany
- SDH Zdechovice
- SDH Zvíkov
- SDH Žíželeves